# Joseph Luechai Thatwisai
Joseph Luechai Thatwisai (ur. 2 grudnia 1962 w Phonsung) – tajski duchowny rzymskokatolicki, od 2010 biskup Udon Thani.

## Życiorys
Święcenia kapłańskie przyjął 24 maja 1990 i został inkardynowany do diecezji Udon Thani. Przez wiele lat pracował w krajowym seminarium w Bangkoku, zaś w latach 2008-2010 był sekretarzem komisji biblijnej przy Konferencji Episkopatu Tajlandii.
14 listopada 2009 został mianowany biskupem Udon Thani. Sakry biskupiej udzielił mu 6 lutego 2010 jego poprzednik, bp George Yod Phimphisan.